# Kate Normington
Kate Normington es una actriz, cantante y compositora sudafricana, reconocida por su interpretación de Mary Amnesia en la producción del musical Nunsense del Teatro Alhambra en 1987. Normington ha aparecido en escenarios en su país natal y en el circuito londinense del West End, además de figurar en producciones de cine y televisión locales e internacionales.

## Primeros años
Normington creció en Johannesburgo, Sudáfrica y asistió a la escuela secundaria femenina de Pretoria y al Colegio Sagrado Corazón. Estudió Locución y Arte Dramático en la Universidad de Witwatersrand, graduándose en 1987.

## Carrera

### Teatro

#### Inicios
Después de actuar como cantante de cabaret en Johannesburgo, el primer papel profesional de Normington en el escenario ocurrió en Tarts, de Kevin Feather, en el Teatro La Parisienne de Johannesburgo. Acto seguido interpretó el papel de Mary Amnesia en la producción de Tobie Cronje del musical Nunsense en el Teatro Alhambra en 1987, que le valió a Normington su primer premio Fleur du Cap como mejor actriz de un musical. Más adelante interpretó los papeles de Joanna en Sweeney Todd y de Niki en Sweet Charity.
En 1989 fue elegida para representar a Guinevere en la producción del Teatro Estatal de Camelot, con el apoyo de la actriz Gaynor Young. La producción sufrió un serio percance cuando, sustituyendo a Normington en diciembre, Young cayó por un agujero de ascensor sin vigilancia mientras estaba en el escenario, aterrizando en el hormigón cinco pisos más abajo y entrando en coma durante más de un mes. A finales de los años 1980 y principios de la década de 1990, Normington estuvo en varios espectáculos exitosos y de alto perfil en toda Sudáfrica, incluyendo el papel de Josephine en Romance Romance, Eliza en My Fair Lady y Janet en The Rocky Horror Show.

#### Circuito del West End
En 1993, Normington se trasladó a Inglaterra para proseguir su carrera en los escenarios internacionales. Su primer trabajo en Londres fue en la producción del West End de Sunset Boulevard, en la que Patti LuPone encarnó a Norma Desmond y Normington a Betty Schaefer. Por problemas con su pasaporte se vio obligada a regresar a Sudáfrica, apareciendo en Tell Me On A Sunday en 1994 antes de su regreso a Inglaterra. Allí se reincorporó al elenco de Sunset Boulevard en el Teatro Adelphi sustituyendo a Betty Buckley, Elaine Paige y Petula Clark en el papel de Norma Desmond. Acto seguido apareció en una producción regional de Aspects of Love en Hampshire en 1996 interpretando a Rose Vibert, seguida de una aparicio en Into the Woods en Leicester en 1997.
En 1998 regresó al circuito de West End como Grace Farrell en el resurgimiento de Annie en el Victoria Palace y siguió desempeñando el papel durante una gira en febrero de 1999. Estuvo de gira con el espectáculo durante más de un año hasta que terminó en Oxford en 2000, tras lo cual regresó a Sudáfrica.

#### Regreso a Sudáfrica
Interpretó el papel de Miss Bell en Fame en 2002 y de Soapstar en la producción de Hazel Feldman y Pieter Toerien de Menopause en 2004. A esto le siguió un trío de actuaciones premiadas en las que recibió los Premios Naledi por su presentación de 2006 Bombshells, Hairspray de 2007 - al lado de Mara Louw y Harry Sideropolous - y por su aparición en 2010 como Tanya en Mamma Mia!
A comienzos de la década de 2010 participó en espectáculos como Love, Loss, and What I Wore de Nora Ephron, Two in the Bush con Jaci de Villiers y Six Characters In Search of an Author. En 2016 apareció en su primera obra de pantomima en el Teatro Nelson Mandela, interpretando a la tía Silly en Babes in the Woods de Janice Honeyman. Sus participaciones más recientes incluyen The Curious Incident Of The Dog In the Night Time (2018), Into the Woods (2019) y The Rocky Horror Show (2020).

### Cine, televisión y música
Normington ha aparecido en varias películas a lo largo de su carrera, comenzando con The Sheltering Desert en 1991, en la que apareció junto a Gavin Hood y Rupert Graves, seguida de Hey Boy de Brendan Pollecutt en 2003. También apareció en un cortometraje titulado The Last Doorman y protagonizó el filme Ordinary People de Angus Buchan en 2006. Más recientemente apareció en la película de Netflix The Last Days of American Crime, protagonizada por Edgar Ramirez.
La actriz ha tenido una larga y variada carrera televisiva, apareciendo en muchos programas populares en Sudáfrica como Scandal, Shado's, Hard Copy, 7de Laan, The Lab, Backstage y The Res. Recibió una nominación a los South African Film and Television Awards por su trabajo en Those Who Can't en 2017 de Tim Greene e interpretó a Pam Henshaw en High Rollers de la cadena SABC 3. Ese mismo año recibió aclamación de la crítica por su aparición en Tali's Wedding Diary de Julia Anastosopoulos.
Como cantante ha lanzado dos álbumes en solitario, Mother's Daughter - para el que escribió seis pistas originales - y una grabación de Tell Me On a Sunday, el primer acto de Song and Dance de Andrew Lloyd Webber.

## Teatro
| Año  | Producción                                        | Papel             | Lugar                                | Notas                       |
| ---- | ------------------------------------------------- | ----------------- | ------------------------------------ | --------------------------- |
| 1986 | Tarts                                             |                   | La Parisienne                        |                             |
| 1987 | Nunsense                                          | Mary Amnesia      | Teatro Alhambra                      | Premio Fleur du Cap         |
| 1987 | Sweeney Todd: the Demon Barber of Fleet Street    | Joanna            | Durban Playhouse                     |                             |
| 1987 | Sweet Charity                                     | Niki              | Durban Playhouse                     |                             |
| 1987 | Candide                                           |                   | Durban Playouse                      |                             |
| 1989 | Camelot                                           | Guinevere         | Teatro Estatal                       |                             |
| 1990 | My Fair Lady                                      | Eliza             | Teatro Estatal                       | Premio Vita                 |
| 1991 | A Touch of Webber... A Taste of Rice              |                   |                                      |                             |
| 1992 | Romance Romance                                   | Josephine         | Natal Playhouse                      |                             |
| 1993 | The Rocky Horror Show                             | Janet             | Teatro Victoria                      |                             |
| 1993 | Grease                                            | Sandy             | Teatro Baxter                        |                             |
| 1993 | Sunset Boulevard                                  | Betty Schaefer    | Teatro Adelphi                       | West End                    |
| 1994 | Hair                                              | Sheila            | Teatro Civic                         |                             |
| 1995 | Crazy For You                                     | Irene             | Teatro Estatal                       |                             |
| 1995 | Tell Me On a Sunday                               | Emma              | The Sound Stage                      |                             |
| 1995 | Sunset Boulevard                                  | Norma Desmond     | Teatro Adelphi                       | West End                    |
| 1996 | Aspects of Love                                   | Rose Vibert       | Teatro Haymarket - Hampshire         |                             |
| 1996 | Into the Woods                                    |                   | Teatro Haymarket - Leicester         |                             |
| 1999 | Annie                                             | Grace Farrell     | Teatro Victoria Palace               | West End                    |
| 2002 | Fame                                              | Miss Bell         | Teatro Civic                         |                             |
| 2004 | Blithe Spirit                                     | Bradman           |                                      |                             |
| 2004 | Menopause The Musical                             |                   | Theatre on the Bay                   |                             |
| 2004 | King Lear                                         | Goneril           | Teatro Tesson                        |                             |
| 2004 | The Shadrack Affair                               | Barbara           | Teatro Baxter                        |                             |
| 2006 | Bombshells                                        |                   |                                      | Premio Naledi               |
| 2007 | Hairspray                                         | Velma von Tussel  | Lyric Theatre                        | Premio Naledi               |
| 2008 | High School Musical on Stage                      | Miss Darbus       | Montecasino Teatro                   |                             |
| 2010 | Mamma Mia!                                        | Tanya             | Artscape Theatre Centre              | Premio Naledi               |
| 2011 | Love, Loss, and What I Wore                       |                   | Theatre on the Bay                   |                             |
| 2011 | Ester                                             | Queen Vashti      | Teatro Estatal                       |                             |
| 2012 | Cabaret                                           | Fraulein Kost     | Pieter Toerien Theatre               | Nominación al Fleur du Cap  |
| 2013 | Dirty Dancing                                     | Marjorie Houseman | Artscape Theatre Centre              |                             |
| 2014 | Two in the Bush                                   |                   | Auto & General Theatre on the Square | Creadora y escritora        |
| 2015 | Sister Act                                        | Madre superiora   | Teatro Joburg                        | Nominación al Premio Naledi |
| 2015 | Six Characters In Search of an Author             |                   | Teatro Market                        |                             |
| 2016 | Robin Hood and the Babes in the Wood              | Silly Sylviana    | Teatro Joburg                        | Nominación al Premio Naledi |
| 2017 | Funny Girl                                        | Brice             | Teatro Fugard                        | Nominación al Fleur du Cap  |
| 2018 | The Curious Incident of the Dog in the Night Time | Mrs Shears        | Pieter Toerien Theatre               |                             |
| 2019 | Into the Woods                                    | Bruja             | Pieter Toerien Theatre               | Nominación al Fleur du Cap  |
| 2020 | The Rocky Horror Show                             | Narradora         | Montecasino Teatro                   |                             |

## Filmografía

### Cine
| Año  | Título                           | Papel                    | Notas        |
| ---- | -------------------------------- | ------------------------ | ------------ |
| 1991 | The Sheltering Desert            | Brigitte Muller          |              |
| 1991 | Hot Pursuit                      | Samantha Jubost          |              |
| 2003 | Hey Boy                          | Leslie                   |              |
| 2008 | Coronation Street: Out of Africa | Pamela Teal              |              |
| 2009 | Diamonds                         | Denmont Lawyer           | Telefilme    |
| 2012 | Angus Buchan's Ordinary People   | Eileen Cloete            |              |
| 2014 | The Last Doorman                 | Marlene Krause           | Cortometraje |
| 2018 | Three Way Junction               | Fran                     |              |
| 2020 | The Last Days of American Crime  | Presentadora de noticias |              |

### Televisión
| Año       | Título               | Papel         | Notas |
| --------- | -------------------- | ------------- | ----- |
| 2005      | Hard Copy            | Julia         |       |
| 2006      | Shado's              | Savannah      |       |
| 2006      | The Lab              | Christa       |       |
| 2007      | Jacob's Cross        | Klausen       |       |
| 2008      | On the Couch         | Lizzie        |       |
| 2009      | Society              | Society       |       |
| 2012-2015 | Those Who Can't      | Desiree       |       |
| 2013      | Loitering in Jozi    |               |       |
| 2016      | High Rollers         | Pam           |       |
| 2016      | Sober Companion      | Madre de Tina |       |
| 2017      | Taryn & Sharon       | Leanne Maddox |       |
| 2017      | Tali's Wedding Diary | Michelle      |       |
| 2020      | Still Breathing      | Liza          |       |

## Discografía
- Mother's Daughter (2001)
- Tell Me On a Sunday (1994)

## Premios y nominaciones

### Teatro
| Año  | Premio       | Categoría                             | Obra nominada                        | Resultado |
| ---- | ------------ | ------------------------------------- | ------------------------------------ | --------- |
| 1988 | Fleur du Cap | Mejor actriz de reparto en un musical | Nunsense                             | Ganadora  |
| 1988 | Vita         | Premio de comedia                     | Nunsense                             | Ganadora  |
| 1992 | Vita         | Mejor actriz protagónica              | My Fair Lady                         | Nominada  |
| 2006 | Naledis      | Mejor actriz                          | Bombshells                           | Ganadora  |
| 2007 | Naledis      | Mejor actriz de reparto en un musical | Hairspray                            | Ganadora  |
| 2010 | Naledis      | Mejor actriz de reparto en un musical | Mamma Mia!                           | Ganadora  |
| 2012 | Fleur du Cap | Mejor actriz de reparto en un musical | Cabaret                              | Nominada  |
| 2015 | Naledis      | Mejor actriz de reparto en un musical | Sister Act                           | Nominada  |
| 2016 | Naledis      | Mejor actriz de reparto en un musical | Robin Hood and the Babes in the Wood | Nominada  |
| 2017 | Fleur du Cap | Mejor actriz de reparto en un musical | Funny Girl                           | Nominada  |
| 2020 | Naledis      | Mejor actriz en un musical            | Into the Woods                       | Pendiente |
| 2020 | Fleur du Cap | Mejor actriz en un musical            | Into the Woods                       | Pendiente |
| 2020 | Fleur du Cap | Mejor actriz de reparto en un musical | The Rocky Horror Show                | Pendiente |

### Televisión
| Año  | Premio | Categoría                                            | Obra nominada   | Resultado |
| ---- | ------ | ---------------------------------------------------- | --------------- | --------- |
| 2017 | SAFTA  | Mejor actriz de reparto en una producción de comedia | Those Who Can't | Nominada  |